# Radio QK
Radio Cucaracha, comúnmente llamada Radio QK (RQK), es una radio libre de Oviedo (Asturias) perteneciente al Club Cultural de Oviedo. Esta radio lleva desde 1983  en antena y actualmente emite de continuo. Cuando no hay programas en directo se emiten "programas enlatados"  Cuentan con un emisor de 350 vatios y una antena de emisión radial que les permite emitir en casi todo Oviedo. Después de varios cambios de dial, actualmente emiten en el 107.2 de la FM para Oviedo y alrededores, con algunas zonas de sombra. Actualmente ya están emitiendo desde su página web a través de internet. Archivado el 23 de junio de 2020 en Wayback Machine. Anteriormente emitió en 101.4FM, 105FM y 107.5FM (1992)
Aparte de sus actividades como radio libre, realizan otras como conciertos, charlas, la participación en el chiringuito "Pinón Folixa" en las fiestas de San Mateo de Oviedo, cobertura de diversos actos, apoyo a iniciativas políticas y sociales. En su local se puede encontrar su emisora, una biblioteca abierta al público y la sede del grupo de montaña Ramón Mercader.
Al mismo tiempo, estás coordinados con otras radios libres y comunitarias de Asturias para campañas, defensa legal, etc.
La mayoría de programas se graban y se sube el podcast a Ivoox y a Archive.org. También se enlazan mediante RSS a otras plataformas de podcast.
| título del programa                                     | estilo                          | horario         | horario (pandemia mundial 2020) |
| ------------------------------------------------------- | ------------------------------- | --------------- | ------------------------------- |
| Anábasis                                                | historia, entrevistas           | lunes           |                                 |
| Anhedonia                                               | monólogo                        | jueves 22:00    |                                 |
| Los Atomikitos                                          | musical, entrevistas, secciones |                 |                                 |
| Cita con el Recuerdo                                    | musical                         |                 |                                 |
| Los Capítulos Prohibidos de Corín Tellado               | lecturas                        |                 | sábados 22:30                   |
| Dentro de Juego                                         |                                 | sábados 17:00   | sábados 17:00                   |
| ¿De Dónde son los Cantantes?                            | musical                         |                 |                                 |
| Domingo de Ramos                                        | musical, cine, lecturas         |                 |                                 |
| El Escaque                                              | entrevistas, secciones          |                 |                                 |
| Fat Sounds Sonidos Gordos                               | musical                         | lunes 22:00     | lunes-viernes 22:30             |
| El Guerrillero                                          | contrainformación               |                 |                                 |
| La Hora del Pastielles                                  | musical                         |                 |                                 |
| La Hora del Raposu                                      | musical                         |                 | domingos 14:00                  |
| Horda Podre                                             | musical, entrevistas            | lunes           |                                 |
| La Juventud de Mierda                                   | musical, secciones              | miércoles 21:00 |                                 |
| Nuevo desOrden Mundial                                  | contrainformación               |                 |                                 |
| Music Car                                               | musical                         |                 | sábado 18:30                    |
| Operación Alarde                                        |                                 |                 |                                 |
| El Pistolero Zurdo                                      | musical, entrevistas, secciones | Viernes 23:00   |                                 |
| La Raposa                                               | musical, entrevistas, secciones |                 | lunes-viernes 21:00             |
| Los Relatos de Tony Valiente                            | relatos, lecturas               |                 |                                 |
| Tarde, Mal y Nunca                                      | humor absurdo                   |                 |                                 |
| Retransmisiones en directo OCB (Oviedo Club Baloncesto) | deporte                         | según partido   |                                 |
| Vetusta Jazz                                            | musical                         |                 |                                 |

| título del programa      | radio                      | estilo                                       | horario   | horario (pandemia mundial 2020) |
| ------------------------ | -------------------------- | -------------------------------------------- | --------- | ------------------------------- |
| Carne Cruda              | independiente              | opinión, informativo, entrevistas, secciones | LXV 10:00 | Lunes a viernes 10:00           |
| Cápsulas Víricas         | Agora Sol Radio            | contrainformación                            |           | parrilla aleatoria              |
| Guajerío Musical         | Radio Kras                 | infantil, musical                            |           | Sábado 12:30                    |
| Más Allá del Coronavirus | Radio Almaina              | contrainformación, entrevistas               |           | parrilla aleatoria              |
| El Otro CoronaVirus      | Red de Medios Comunitarios | contrainformación                            |           | Domingo 11:00                   |
| Quédate en Krasa         | Radio Kras                 | opinión, informativo, entrevistas            |           | parrilla aleatoria              |
| Rompiendo el Aislamiento | Radio Bronka               | contrainformación                            |           | parrilla aleatoria              |
| El Vermutín              | Radio Kras                 | musical                                      |           | Domingo 13:00                   |